# María Ángeles Leciñena Esteban
María Ángeles Leciñena Esteban (Saragossa, 1954) és una política aragonesa establerta a Eivissa d'ençà 1983. Milita al Partit Socialista de les Illes Balears. Va néixer a Saragossa l'any 1954.
És llicenciada en medicina, especialitzada en medicina familiar i comunitària i també diplomada en magisteri. Ha estat metgessa de l'Hospital de Can Misses d'Eivissa, centre del qual va directora gerenta de 2002 a 2003. Militant del PSOE des de 1996, ha estat diputada al Parlament de les Illes Balears de 1995 a 1999 i, de 1999 a 2002, fou secretària d'organització de la Federació Socialista Pitiüsa.
L'any 2007 va ser nomenada pel president del Govern de les Illes Balears, Francesc Antich, consellera d'Interior de l'executiu balear.